# Young Ideas (film 1943)
Young Ideas è un film del 1943 diretto da Jules Dassin. Prodotto e distribuito dalla Metro-Goldwyn-Mayer (MGM), aveva come interpreti Susan Peters, Herbert Marshall, Mary Astor, Elliott Reid, Richard Carlson, Allyn Joslyn. In un piccolo ruolo di studentessa, appare la futura diva Ava Gardner.

## Produzione
Il film, prodotto dalla Metro-Goldwyn-Mayer (MGM), ebbe come titoli di lavorazione Faculty Row e The Professor Takes a Wife.

Bill Noble scrisse il soggetto mentre era studente all'Università di Washington. Lo presentò alla MGM accluso alla propria domanda per entrare a fare parte dello studio come "sceneggiatore junior". La MGM comperò i diritti della sceneggiatura e la fece riscrivere da Ian McLellan Hunter insieme allo stesso Noble che fu quindi messo sul libro paga dello studio.

## Distribuzione
Distribuito dalla Metro-Goldwyn-Mayer (MGM), il film uscì nelle sale statunitensi il 2 agosto 1943. Nel 1944, fu distribuito in Messico (28 settembre, con il titolo Cuidado con mamá) e in Argentina, nella versione originale con i sottotitoli ma ribattezzata in spagnolo Cuidado con mamá.